# Tour de Martinica
El Tour de Martinica (en francés Tour de Martinique), es una competición de ciclismo por etapas que se disputa en ese departamento de ultramar de Francia desde 1965.
La prueba se desarrolla en el mes de julio y en las últimas ediciones el recorrido ha sido de 9 etapas. 
En 2005, con la creación de los Circuitos Continentales UCI, la competición se integró al calendario americano en la categoría 2.2. Posteriormente durante 2 años (2006-2007) no integró el calendario, para retornar nuevamente de 2008 a 2010. 

## Palmarés
| Año  | Ganador                | Segundo          | Tercero             |               |
| ---- | ---------------------- | ---------------- | ------------------- | ------------- |
| 1965 | Roger Martial          |                  |                     |               |
| 1966 | Sylvère Cabrera        |                  |                     |               |
| 1967 | Saturnin Molia         |                  |                     |               |
| 1968 | Bernard Doussaint      |                  |                     |               |
| 1969 | Romain Gueppois        |                  |                     |               |
| 1970 | no se disputó          | no se disputó    | no se disputó       | no se disputó |
| 1971 | Fernand Neror          |                  |                     |               |
| 1972 | Maurice Le Guilloux    |                  |                     |               |
| 1973 | Alfred Defontis        |                  |                     |               |
| 1974 | Pierre Touchefeu       |                  |                     |               |
| 1975 | Claire Valentin        |                  |                     |               |
| 1976 | Alain Heraud           |                  |                     |               |
| 1977 | Rémillien Bedard       |                  |                     |               |
| 1978 | Claire Valentin        |                  |                     |               |
| 1979 | Christian Merlot       |                  |                     |               |
| 1980 | Didier Leseaux         |                  |                     |               |
| 1981 | Eric Zubar             |                  |                     |               |
| 1982 | Jean-Michel Condette   |                  |                     |               |
| 1983 | Herman Loaiza          |                  |                     |               |
| 1984 | Carlos Emiro Gutiérrez |                  |                     |               |
| 1985 | Philippe Montagnac     |                  |                     |               |
| 1986 | Pierre Rosalien        |                  |                     |               |
| 1987 | Nelson Rodríguez       |                  |                     |               |
| 1988 | Hernán Patiño          |                  |                     |               |
| 1989 | Hussein Monsalve       |                  |                     |               |
| 1990 | Erwin Hammerschmid     |                  |                     |               |
| 1991 | Frédéric Delalande     |                  |                     |               |
| 1992 | Manuel Consuegra       |                  |                     |               |
| 1993 | Hugues Hierso          |                  |                     |               |
| 1994 | Frédéric Delalande     |                  |                     |               |
| 1995 | Eliecer Valdés         |                  |                     |               |
| 1996 | Piotr Wadecki          |                  |                     |               |
| 1997 | Eliecer Valdés         |                  |                     |               |
| 1998 | Rodrigue Lelamer       |                  |                     |               |
| 1999 | Reto Amsler            |                  |                     |               |
| 2000 | Cameron Hughes         | Emile Abraham    | André Alexis        |               |
| 2001 | Jérôme Guisneuf        | Thibaut Humbert  | Koki Shimbo         |               |
| 2002 | Lionel Genthon         | Thibaut Humbert  | Christian Milesi    |               |
| 2003 | Willy Noyon            | Régis Maréchaux  | Mickael Verger      |               |
| 2004 | Hervé Arcade           | Régis Maréchaux  | Yvan Sartis         |               |
| 2005 | Frédéric Delalande     | Stuart Gillespie | Régis Maréchaux     |               |
| 2006 | Jonathan Dayus         | Hervé Arcade     | Bart Oegema         |               |
| 2007 | Louis Teplier          |                  |                     |               |
| 2008 | Willy Roseau           | Gwenaël Teillet  | Timothée Lefrançois |               |
| 2009 | Timothée Lefrançois    | Anthony Vignes   | Christophe Diguet   |               |
| 2010 | Miyataka Shimizu       | Willy Roseau     | Yoann Michaud       |               |
| 2011 | Guillaume Malle        | Marc Flavien     | Boris Carène        |               |
| 2012 | Cédric Eustache        | Nico Brüngger    |                     |               |
| 2013 | Camille Chancrin       | Martin Bouédo    | Marc Flavien        |               |
| 2014 | Cédric Eustache        | Flober Peña      | Ludovic Turpin      |               |
| 2015 | Julien Liponne         | Jonathan Salinas | Camille Chancrin    |               |
| 2016 | Yolan Sylvestre        | Ronald González  | Cédric Eustache     |               |
| 2017 | Jonathan Salinas       | Yolan Sylvestre  | Eddy Cadet-Marthe   |               |
| 2018 | Mickaël Stanislas      | Mickaël Laurent  | Mario Rojas         |               |
| 2019 | Eduin Becerra          | Yolan Sylvestre  | Mickaël Stanislas   |               |
| 2020 | cancelada              | cancelada        | cancelada           | cancelada     |

## Palmarés por países
| País        | Victorias |
| ----------- | --------- |
| Francia     | 15        |
| Guadalupe   | 1         |
| Martinica   | 7         |
| Colombia    | 4         |
| Cuba        | 3         |
| Venezuela   | 3         |
| Japón       | 1         |
| Suiza       | 1         |
| Austria     | 1         |
| Polonia     | 1         |
| Australia   | 1         |
| Reino Unido | 1         |
| Rusia       | 1         |